# The Remixes (album của Mariah Carey)
The Remixes là album phối lại đầu tiên của ca sĩ người Mỹ Mariah Carey, phát hành tại Mỹ vào ngày 14 tháng 10 năm 2003 bởi Columbia Records. Album chủ yếu là bộ sưu tập các bản hòa âm lại của một số bài hát của Carey: một đĩa gồm những bản club mix, trong khi đĩa còn lại chứa các bản remix và hợp tác của Carey.

## Danh sách bài hát
- CD 1 (House mixes)

1. "My All" (Morales "My" Club Mix) – 7:12
2. "Heartbreaker/If You Should Ever Be Lonely" (Junior's Heartbreaker Club Mix) – 10:18
3. "Fly Away (Butterfly Reprise)" (Fly Away Club Mix) – 9:50
4. "Anytime You Need a Friend" (C+C Club Version) – 10:54
5. "Fantasy" (Def Club Mix) – 11:17
6. "Honey" (Classic Mix) – 8:06
7. "Dreamlover" (Def Club Mix) – 10:44
8. "Emotions" (12" Club Mix) – 5:50
9. "Through the Rain" (HQ2 Radio Edit) – 4:09

- CD 2 (Hip hop mixes)

1. "Fantasy" (Bad Boy Remix) hợp tác với Ol' Dirty Bastard – 4:52
2. "Always Be My Baby" (Mr. Dupri Mix) hợp tác với Da Brat và Xscape – 4:40
3. "My All/Stay Awhile" (So So Def Remix) hợp tác với Lord Tariq và Peter Gunz – 4:44
4. "Thank God I Found You" (Make It Last Remix) hợp tác với Joe và Nas – 5:09
5. "Breakdown" hợp tác với Krayzie Bone và Wish Bone – 4:44
6. "Honey" (So So Def Remix) hợp tác với Da Brat và Jermaine Dupri – 5:12
7. "Loverboy" (Remix) hợp tác với Da Brat, Ludacris, Shawnna và Twenty II – 4:31
8. "Heartbreaker" (Remix) hợp tác với Da Brat và Missy Elliott – 4:38
9. "Sweetheart" hợp tác với Jermaine Dupri – 4:22
10. "Crybaby" hợp tác với Snoop Dogg – 5:21
11. "Miss You" hợp tác với Jadakiss – 5:09

| Bonus Track bản quốc tế | Bonus Track bản quốc tế                                                          | Bonus Track bản quốc tế |
| STT                     | Nhan đề                                                                          | Thời lượng              |
| ----------------------- | -------------------------------------------------------------------------------- | ----------------------- |
| 12.                     | "The One" (So So Def Remix)" (hợp tác với Bone Crusher)                          | 4:38                    |
| 13.                     | "I Know What You Want" (bản Radio)" (hợp tác với Busta Rhymes và Flipmode Squad) | 4:12                    |

| Bonus Track bản tại Nhật | Bonus Track bản tại Nhật                                                                     | Bonus Track bản tại Nhật |
| STT                      | Nhan đề                                                                                      | Thời lượng               |
| ------------------------ | -------------------------------------------------------------------------------------------- | ------------------------ |
| 12.                      | "All I Want for Christmas Is You" (So So Def Remix)" (hợp tác với Bow Wow và Jermaine Dupri) | 3:44                     |

## Xếp hạng
| Bảng xếp hạng                        | Vị trí cao nhất |
| ------------------------------------ | --------------- |
| Australian Albums Chart              | 78              |
| Dutch Albums Chart                   | 99              |
| French Albums Chart                  | 60              |
| Japanese Albums Chart                | 95              |
| New Zealand Albums Chart             | 36              |
| Swiss Albums Chart                   | 69              |
| UK Albums Chart                      | 35              |
| US Billboard 200                     | 26              |
| US Billboard Dance/Electronic Albums | 1               |
| US Billboard Top R&B/Hip-Hop Albums  | 25              |